# Смарт, Тамара
Тамара Валери Смарт (англ.  Tamara Valerie Smart ; род. 14 июня 2005) — британская актриса.

## Биография
Тамара Смарт родилась 14 июня 2005 года в Лондонском боро Барнет в семье Фионы и Корнелиуса Смарт. У неё есть старшая сестра Жюстин. Училась в Dance Crazy Studios и Театральной школе Razzamataz Barnet.

## Карьера
В 2016 году дебютировала на телевидении, сыграв Энид Найтшайд, одного из центральных персонажей в сериале CBBC «Самая плохая ведьма». Эту роль она исполняла на протяжении четырёх сезонов вплоть до 2020 года.
В 2018 году сыграла дочь главного героя в британском мини-сериале «Безжалостное солнце»
В 2019 году появилась в первом сезоне канадского телесериала «Боишься ли ты темноты?», снятого по мотивам одноимённого шоу 1990-х годов.
В 2020 году в прокат вышли две полнометражных картины с участием актрисы: приключенческий фильм «Артемис Фаул» режиссёра Кеннета Брана, поставленный по одноимённой книжной серии ирландского писателя Оуэна Колфера, и американский семейный фильм ужасов «Руководство для нянь: Как поймать монстра».
В 2022 году появилась в главной роли в сериале «Обитель зла».

## Фильмография
| Год       |    | Русское название                          | Оригинальное название                   | Роль               |
| --------- | -- | ----------------------------------------- | --------------------------------------- | ------------------ |
| 2017—2020 | с  | Самая плохая ведьма                       | The Worst Witch                         | Энид Найтшайд      |
| 2018      | с  | Безжалостное солнце                       | Hard Sun                                | Хейли Хикс         |
| 2019      | с  | Боишься ли ты темноты?                    | Are You Afraid of the Dark?             | Луиза              |
| 2020      | ф  | Артемис Фаул                              | Artemis Fowl                            | Джульетта Дворецки |
| 2020      | ф  | Руководство для нянь: Как поймать монстра | A Babysitter’s Guide to Monster Hunting | Келли Фергюсон     |
| 2022      | с  | Обитель зла                               | Resident Evil                           | юная Джейд Вескер  |
| 2022      | мф | Уэнделл и Уайлд                           | Wendell & Wild                          | Шивон              |